# Anibal Oswaldo Parada Najarro
Aníbal Oswaldo Parada Najarro (sinh ngày 22 tháng 1 năm 1984) là một cầu thủ bóng đá người El Salvador, hiện tại thi đấu cho Chalatenango ở Salvadoran Premier League.

## Sự nghiệp câu lạc bộ
Parada vượt qua hệ thống trẻ của Academia La Chelona, và ra mắt cho San Salvador năm 2002.
Năm 2007, anh gia nhập Atlético Marte.